# Saxomat

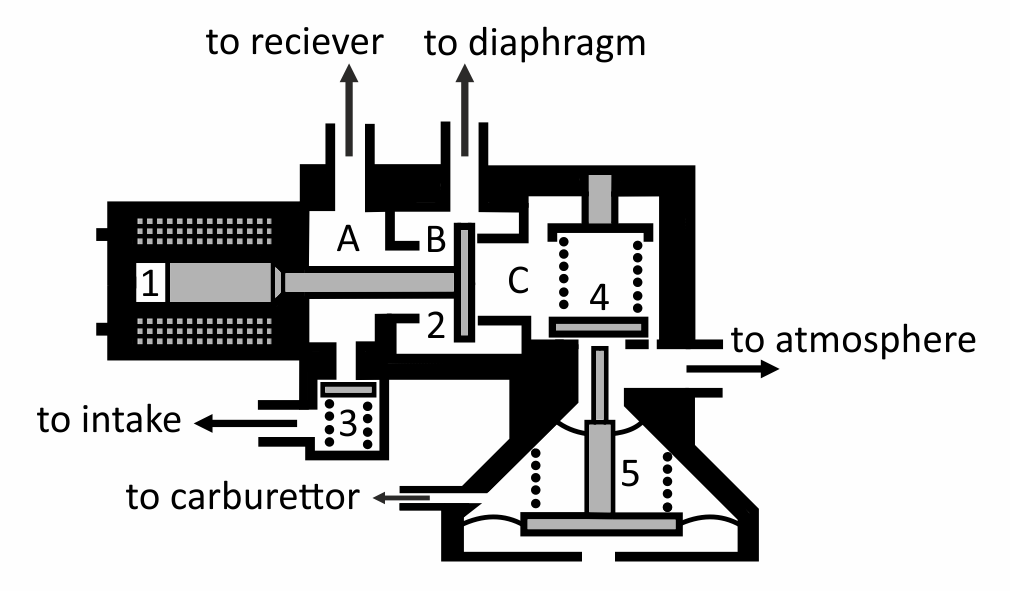
Vista esquemática del sistema de válvulas de control del embrague automático Saxomat:
1 - Solenoide;
2 - Válvula del solenoide;
3 - Válvula verificadora de vacío;
4 - Válvula reductora de presión;
5 - Válvula reguladora de vacío;
A - Cámara de vacío;
B - Cámara intermedia;
C - Cámara atmosférica.
La válvula del solenoide se muestra activada, el embrague esta completamente oprimido.

El Saxomat era un tipo de embrague automático disponible como opción en modelos como los Fiat 1800, Lancia Flaminia, Saab 93, Borgward Isabella, Goliath/Hansa 1100, Auto Union 1000, Ford Taunus y Trabant; así como en algunos modelos de marcas automotrices como BMW, Opel, Steyr-Puch, NSU, Glas, Wartburg y Volkswagen. Opel ofreció esta característica con el nombre de Olymat; y las marcas Trabant y Wartburg le dieron el nombre de Hycomat. El sistema Hydrak, usado en algunos vehículos Mercedes-Benz entre 1957 y 1961, fue un sistema similar que usaba un conversor de par hidrodinámico en lugar del embrague centrífugo que empleaba el sistema Saxomat, cuyo sistema H.T.C. fue un estándar en el automóvil NSU Ro 80 y una opción en el Porsche 911 (Sportomatic).  El sistema reapareció durante los años 1990 con el nombre de Sensonic.
Los automóviles con embrague Saxomat no tenían pedal de embrague. El sistema Saxomat se encuentra conformado por dos sistemas independientes: el embrague centrífugo y el servo-embrague. El embrague centrífugo acoplaba el motor a la transmisión a partir de un determinado valor de revoluciones por minuto, que generaban una fuerza centrífuga determinada que a su vez actuaba sobre unas pesas giratorias situadas dentro del embrague de manera similar a un regulador centrífugo, hasta hacer que el disco interior y el exterior del embrague queden fijados entre sí. 
El servo-embrague usaba un interruptor eléctrico que creaba un vacío mecánicamente por medio de la válvula del actuador, liberando una reserva de energía  necesaria para desconectar el embrague, que se desacoplaba automáticamente cada vez que la palanca de cambios era tocada por el conductor.